# Lili Assefa

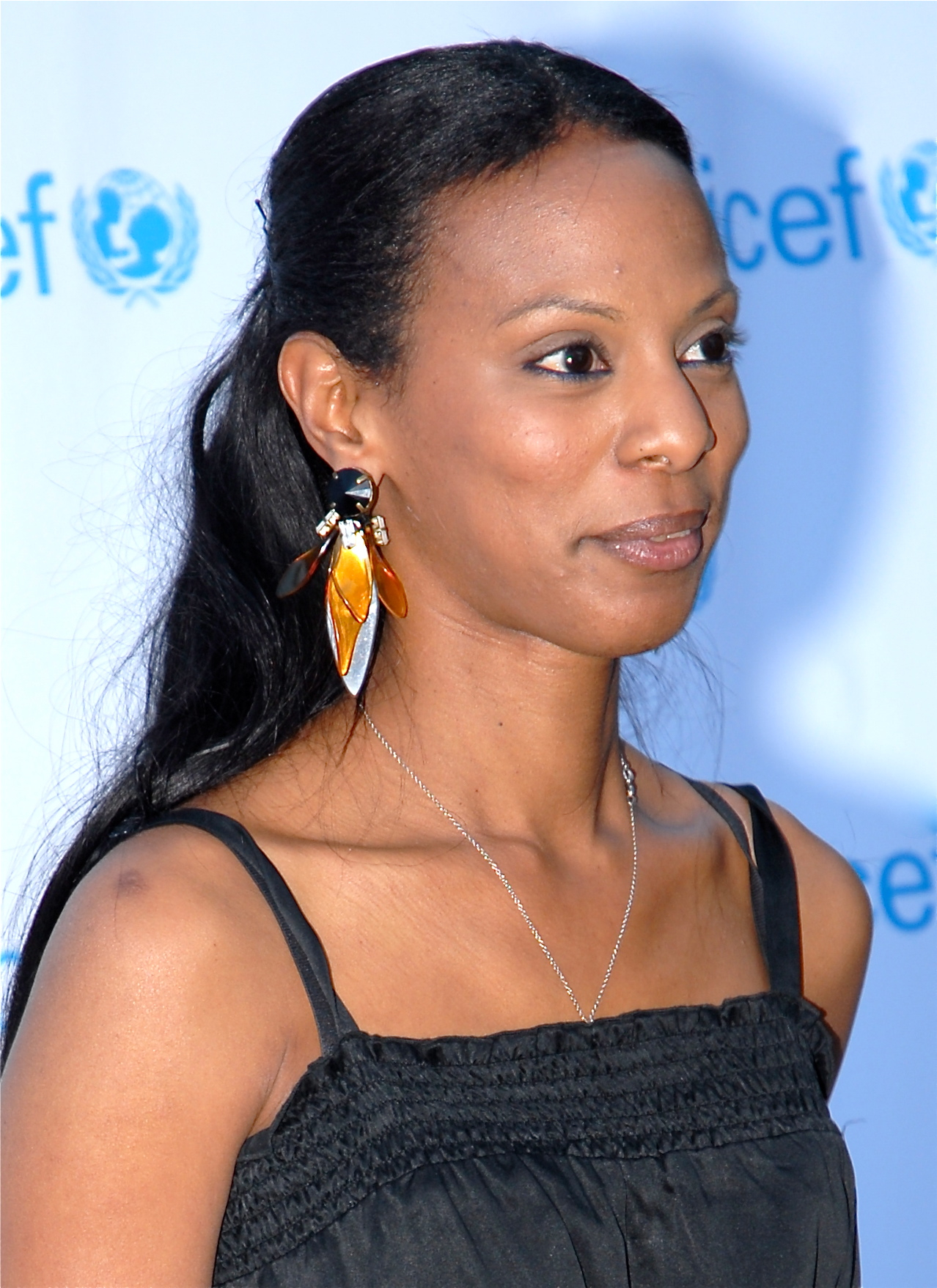
Lili Assefa på Unicef-gala i Stockholm den 1 maj 2012.

Lili Assefa, född 17 december 1975, är en svensk entreprenör inom nöjesbranschen med bakgrund inom musikindustrin. Hon arbetar numera med PR för bland annat TV4:s Idol och företräder flera artister och bolag inom Nöjessverige. 2012 köpte hon en stor del av modeföretaget Whyred. 
Lili har blivit vald till Årets Talang av Veckans Affärer och Årets Karriärmama av tidningen Mama. 